# Panicum turgidum
Panicum turgidum (лат.) — травянистое многолетнее растение, вид рода Просо (Panicum) семейства Злаки, или Мятликовые (Poaceae), произрастает в засушливых регионах Азии и Африки. Интродуцировано во многих частях мира.

## Ботаническое описание

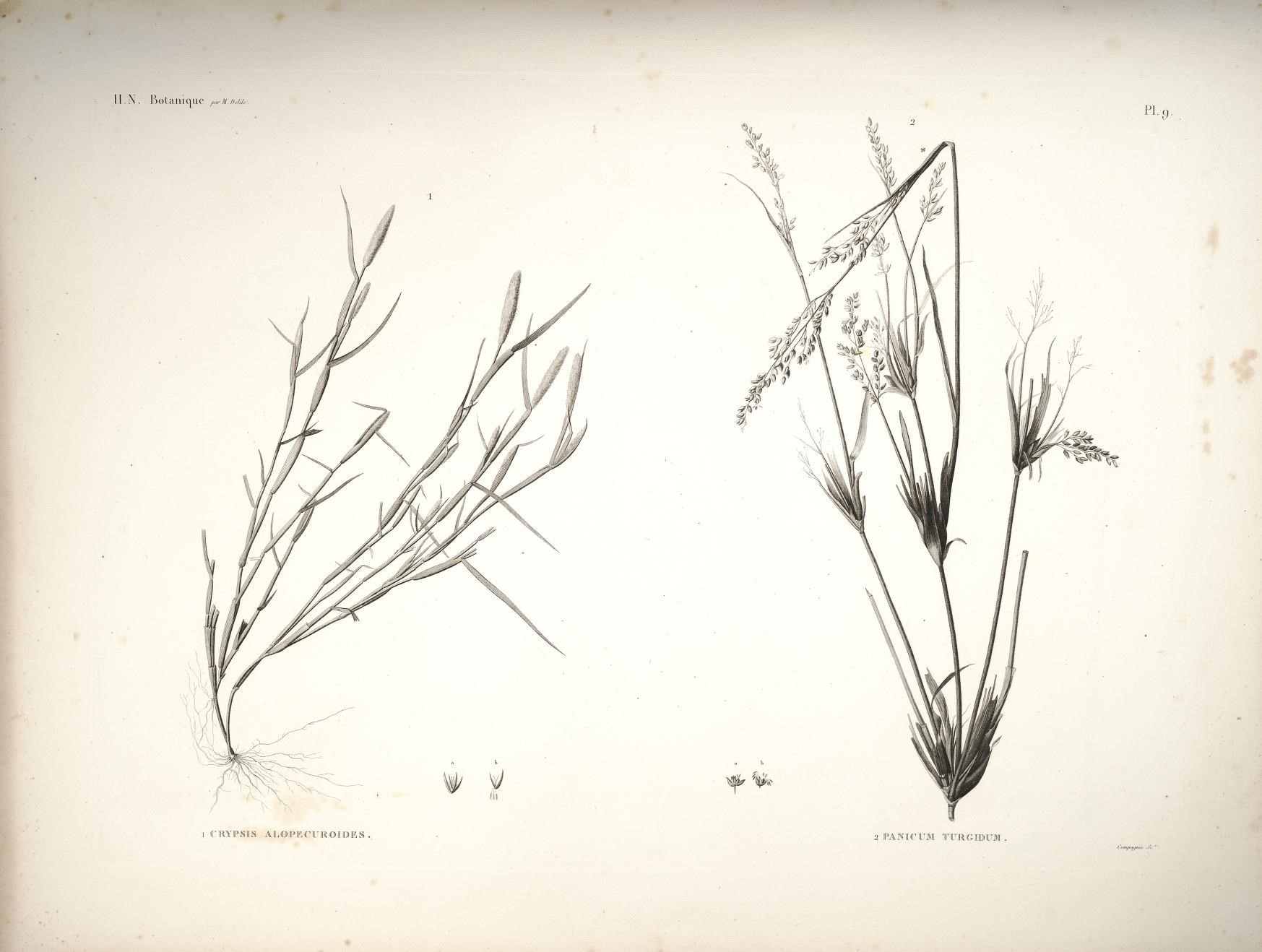
Crypsis alopecuroides (слева) и Panicum turgidum (справа). Иллюстрация 1813 года.

Panicum turgidum — многолетнее кустистое растение до 1 м в высоту. Стебли длинные, твёрдые и полированные, с несколькими листьями, напоминающими побеги бамбука. Боковые побеги разветвляются в узлах, а стебли изгибаются и укореняются, когда покрываются почвой. Соцветие представляет собой метёлку длиной до 10 см с колосками на концах. Колоски длиной от 3 до 4 мм. Корни покрыты волосками, к которым прилипает мелкий песок и на ощупь они напоминают войлок. Вид устойчив к засухе и засолению. Зерно используется для приготовления муки, растение идёт на корм скоту и как солома. Посадки Panicum turgidum используются для борьбы с эрозией.

## Распространение и местообитание
Ареал Panicum turgidum распространяется по всю Сахару и Аравию от Сенегала до Пакистана. Известен под многими распространёнными именами. Наиболее широко известны такие как таман, туман или таман в Египте и Аравии; меркба или маркоуба в Мавритании и у арабов Сахары; афезу у туарегов. Растёт на песчаных дюнах в жарком и сухом климате, а также на латозолях.

## Применение
В нигерийской Сахаре кочки Panicum turgidum служат защитой при посадках саженцев для регенерации лесов. Они способствуют регенерации Acacia tortilis subsp. raddiana, защищая саженцы акации от засухи и животных. Посадка саженцев деревьев в кочках Panicum turgidum может в значительной степени способствовать лесовосстановлению в деградировавших районах в долгосрочной перспективе. Листья и побеги этой травы поедаются скотом, а верблюды и ослы могут поедать её и в сухом виде.